# Río Los Pelambres
El río Los Pelambres o río de los Pelambres es un curso natural de agua que nace cerca de la frontera internacional de la Región de Coquimbo, fluye en dirección general suroeste y desemboca en el río Cuncumén

## Trayecto
El río Los Pelambres se origina en el portezuelo del mismo Nombre, que baja desde el NE en la cordillera de los Andes. En su corto recorrido de sólo 10 km, el Pelambres engruesa su caudal con aguas de escasa significación, y sólo casi a su término le cae por su flanco izquierdo el río Cerro Blanco que proviene del ENE con desarrollo de 10 km. A mitad de su camino, sus aguas se unen con el estero Piuquenes para dar origen al Cuncumén.: 286 

## Historia
Luis Risopatrón lo describe en su Diccionario Jeográfico de Chile (1924) sobre el río:
Pelambres (Rio de los). Nace en el portezuelo del mismo nombre i afluye del N W a la márjen W del curso superior del rio Cuncumen, del Choapa. 119, p. 28; 134; i 156.

## Población, economía y ecología
En su trayecto se encuentra la mina de Los Pelambres y el tranque Los Quillayes que ha sido cerrado y parcialmente cubierto con plantaciones de especies vegetales autóctonas como el algarrobo con el fin de eliminar algunos de los elementos minerales que se depositaron con el relave. Su objetivo final es fitoestabilizar la cubeta y el muro de dicho tranque (de 224 y 87 hectáreas, respectivamente), para lo cual se instalará un estrato de suelo vegetal en la superficie final de los muros y cubeta de depositación de lamas para permitir la plantación de especies vegetales, en lo posible nativas.